# San Giorgio La Molara
San Giorgio La Molara (fino al XIX secolo San Giorgio della Molinara) un comune italiano di 2 652 abitanti della provincia di Benevento in Campania.

## Geografia fisica
Sulla sinistra del Tammaro e tra i suoi tributari Tamaricchio a nord e Drago a sud, San Giorgio sorge in cima a un'altura, dalla quale si possono ammirare i paesi e i monti circostanti. Il territorio comunale, piuttosto ampio, si estende nell'entroterra fino al torrente Ginestra, nell'alta valle del Miscano.
Il comune dispone di una superficie agricola utilizzata di ettari 4748,05 (aggiornato all'anno 2000).

## Storia

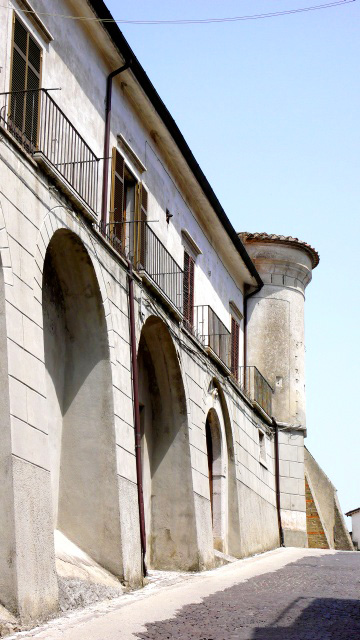
Uno scorcio del palazzo Iazeolla, sorto come castello del paese

In epoca preromana il territorio era abitato da popolazioni sannitiche, benché si ignori quale tribù (Pentri o Hirpini) controllasse l'agro sangiorgese. Gli studiosi contemporanei ritengono comunque che il più probabile confine storico tra Sanniti Pentri e Hirpini fosse costituito dal fiume Tammaro, per cui appare più verosimile che l'area dell'attuale San Giorgio, essendo situata a oriente del fiume, fosse occupata dagli Hirpini.
Il territorio comunale si ingrandì notevolmente agli inizi del Cinquecento a seguito dell'acquisizione del feudo di Pietramaggiore, precedentemente autonomo.
San Giorgio la Molara fu a sua volta possesso feudale delle famiglie: Gaetani dell'Aquila d'Aragona (XV secolo-1543), Carafa dei principi di Stigliano (1543-1569), Cossa (1587-1620), Caracciolo (1620-1764) e infine del cardinale Fabrizio Ruffo nel 1801 sino alla fine della feudalità nel 1806.
Nel 1626 San Giorgio fu concesso in titolo di ducato a Giovanni Caracciolo.
Nel quadriennio 1743-46 il suo territorio fu soggetto alla competenza territoriale del regio consolato di commercio di Ariano nell'ambito della provincia di Principato Ultra. Nel corso dell'Ottocento, all'epoca del regno delle Due Sicilie, San Giorgio la Molara fu poi capoluogo di circondario (con giurisdizione su altri due comuni) nell'ambito del distretto di Ariano.

### Simboli
Lo stemma è stato riconosciuto con DPCM del 16 settembre 1954 e raffigura, in campo di cielo, San Giorgio a cavallo, nell'atto di uccidere un drago. Il gonfalone, concesso con DPR del 1º marzo 1955, è un drappo di azzurro.

## Monumenti e luoghi d'interesse

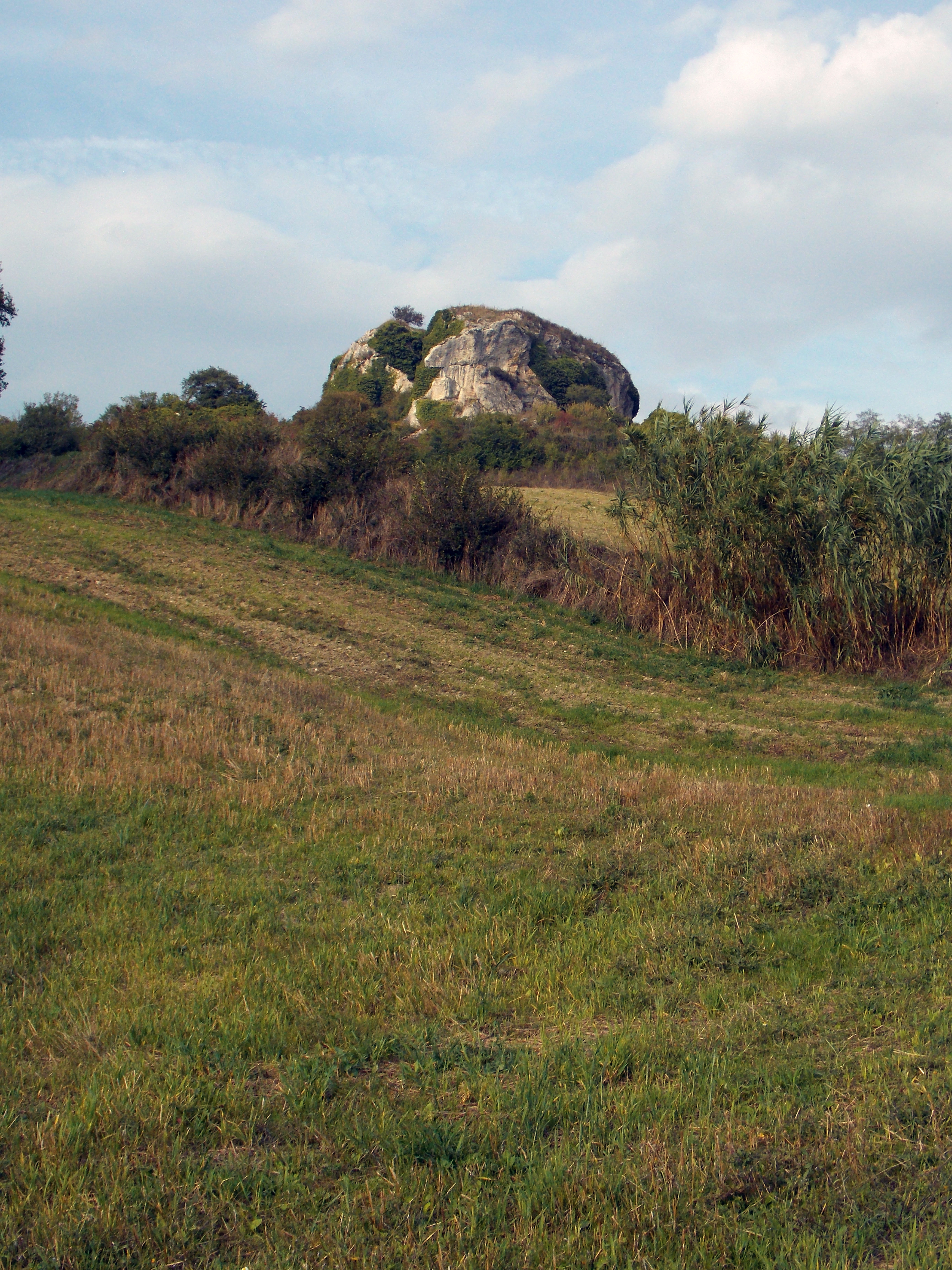
La roccia del castello di Pietramaggiore

- Castello di Pietramaggiore

Pietramaggiore fu un luogo fortificato di cui si hanno notizie a partire dal 1137. Più dati documentati suggeriscono che le sue dimensioni dovevano essere cospicue. Il terremoto del 1456 lo danneggiò gravemente, al punto che si ridusse a un casale e poi un feudo disabitato gravitante sul vicino centro di San Giorgio. Del castello rimangono ruderi molto scarsi, ma la roccia sulla cima della quale esso sorgeva è ben distinguibile nel paesaggio collinare della zona.

## Società

### Evoluzione demografica
Abitanti censiti

## Geografia antropica

### Contrade
- Pianella
- Chiaia
- Basaleone
- Calise
- Taverna
- Campolongo
- Cerracchio
- Favali
- Gelso
- Perazzeta
- Crocella
- Romiti
- Noce Verde
- San Lazzaro
- San Pietro
- Sant'Andrea
- Cisterna
- Centrale
- Santa Cristina [2]

## Economia
Il territorio è noto per la produzione di carne IGP proveniente dai bovini di razza Marchigiana allevati sui suoi pascoli.
Altri prodotti tipici sono le olive, l'uva e i cereali.
Nella contrada "Piano delle Terre" vi era una sorgente di acqua sulfurea potabile.

## Amministrazione

### Altre informazioni amministrative
San Giorgio La Molara fa parte della Comunità montana del Fortore.